# Cabrera (Montferrer i Castellbò)
El Cabrera és una muntanya de 2.062 metres que es troba al municipi de Montferrer i Castellbò, a la comarca de l'Alt Urgell.